# ジャコビニ彗星 (205P)
ジャコビニ彗星（ジャコビニすいせい、Comet Giacobini、205P）は、1896年に発見された短周期彗星である。発見後に行方不明となったが、2008年に再発見された。
ジャコビニ流星群の母天体であるジャコビニ・ツィナー彗星とは異なる。

## 発見
1896年9月4日、フランスの天文学者ミシェル・ジャコビニは、へび座に微光で1分角の円形のコマを持つ新彗星を発見した。翌5日にはドイツの天文学者ヴァルター・フィリガーによって11.3等級で観測された。
近日点通過は1896年10月28日で、発見時以上に明るくなることはなく、1897年1月に観測は終了した。周期6.55年から6.65年の軌道が計算されたが、その後の予想された回帰で彗星は観測されず、見失われた彗星と見なされていた。

## 再発見
山形県のアマチュア天文家板垣公一と北海道の金田宏は、2008年9月10日夜（JST）、わし座とみずがめ座の境界付近をε-210反射望遠鏡（21cmf/3.0）＋CCDを用いて彗星捜索中に、13等級の新彗星を発見した。板垣は、発見直後に60cmf/5.7反射望遠鏡で存在を確認し、既知の彗星でないことを確認した上で、新彗星として中野主一（IAU小惑星センター・アソシエイツ）を通じ、天文電報中央局（CBAT）に報告した。
発見情報がThe NEO Confirmation Page に掲載された直後、ドイツのマイク・メイヤー（de:Maik Meyer）は新彗星が1896年以来見失われていたD/1896 R2（ジャコビニ彗星）と同定可能であることを指摘した。この同定で、1896年の出現から17公転して2008年に再発見されたことが明らかとなった。
彗星発見を公表するIAUCが発行 される前に周期彗星の再現（検出）であることが判明したため、板垣・金田の名前が彗星名に追加されることはなかった。
2008年の回帰では、彗星は9月10日（TT）に近日点を通過した。最大11等級前後で眼視観測され、観測は翌年2月まで続いた。また、2つの分裂核も見つかり、B核（205P-B）は9月に18等級、C核（205P-C）は9月に19等級で観測された。彗星核の分裂による増光が再発見につながったと思われている。
2015年の回帰では、彗星は5月に近日点を通過した。この頃は17等級前後で推移していたが、9月に14等級まで増光していることが観測された。